# Bovista dermoxantha
Bovista dermoxantha es un hongo pequeño y blanco, en forma de más o menos redondo bejín, reconocible en su etapa inicial de crecimiento por su superficie exterior recubierta de una especie de fieltro algodonoso que da lugar posteriormente a una superficie ligeramente rugosa, deviniendo finalmente hacia un fino y pálido endoperidio de color ocre a marrón.
El Bovista plumbea es un hongo similar, pero tiene una superficie más lisa en su fase inicial y carece de cordón basal hacia el micelio. Cuando madura se distingue por su endoperidio de tono tenue grisáceo. 
Especímenes grandes de Bovista dermoxantha también pueden ser confundidos con el Bovista pila. Ambos tienen su punto de unión al micelio anexo al sustrato, pero el Bovista pila difiere en liberar esporas a través de grietas o rupturas producidas en su endoperidio más que por su poro germinativo.

## Descripción
El cuerpo fructífero del esporocarpo tiene 1,5-3,0 (4,0) cm de ancho, globoso y sujeto al sustrato por un blanco cordón hacia el micelio. El exoperidio, que es blanco, afieltrado y se marchita con la edad adquiriendo un tono beige o marrón claro, crece hasta 1,0 mm de grueso.
Muestra escamas furfuráceas o verrugas superficiales en el endoperido, el cual consta de una capa de color entre ocre-marrón y marrón-medio, delgada y membranosa, sobre la que se abrirá el poro germinativo.
Su carne es blanda y blanca, deviniendo hacia un amarillento-oliva u oliva-marrón, para finalmente acabar en un marrón-medio en su madurez. Tiene un olor y gusto indistinguible. A pesar de ser comestible, su cuerpo es demasiado pequeño como para tener cualquier aplicación en la cocina ordinaria.

## Hábitat
El Bovista dermoxantha es un hongo solitario que aparece disperso y formando racimos en terrenos perturbados. Por ejemplo, se le puede encontrar en pastos, campos de deportes, lindes de bosques, carreteras y caminos. En altitudes bajas, se encuentra difundidos ampliamente, y fructifica incluso durante el verano en zonas que reciben algún tipo de riego, además de durante la temporada propia de setas.
A pesar de ser comunes, son poco visibles y fácilmente pasados por alto.

## Esporas
Las esporas tienen 3,5-4,5 µm de diámetro, son globosas, de paredes gruesas, y de lisas a ligeramente verrugosas. Como la mayoría de Bovista, la liberación de esporas se realiza a través de un pequeño poro germinativo.

## Sinónimos
- Lycoperdon dermoxantha Vittidini
- Bovista pusilla (Batsch: Persoon) Persoon nomen ambiguum
- Lycoperdon pusillum Batsch sensu auct.